# Державний лад Монтсеррату
Місцевий уряд Монтсеррату діє в межах повноважень, наданих британським урядом. Загалом, керівництво островом ведеться Виконавчою Радою Монтсеррату. Вона, у свою чергу, складається з губернатора, головного міністра, трьох міністрів, генерального прокурора та скарбника.

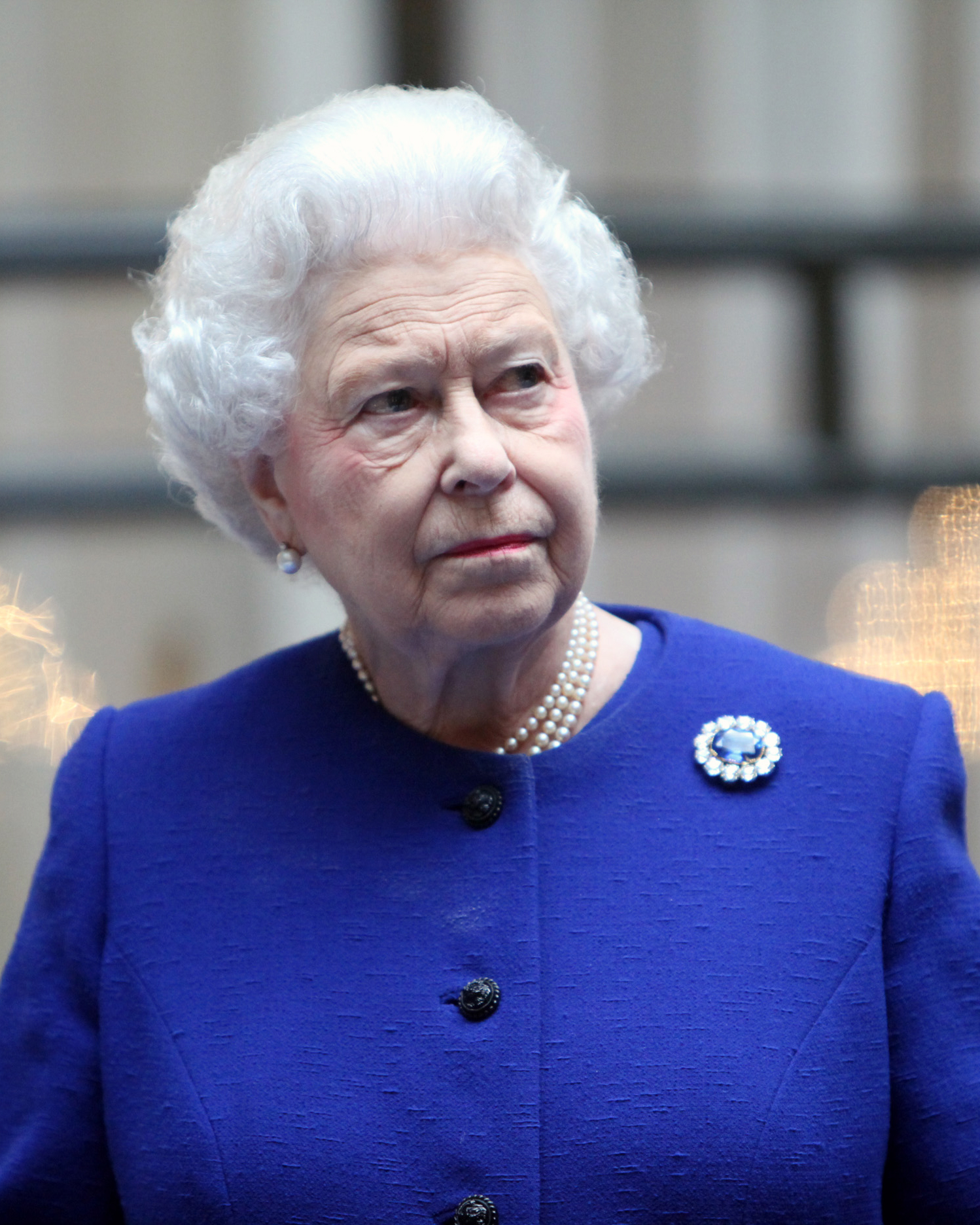
Єлизавета II

## Виконавча влада
Місцевий парламент — Законодавча Рада (11 членів, з них 9 обираються населенням на 5-річний термін, генеральний прокурор і скарбник входять за посадою).

## Партії та громадські рухи
За підсумками виборів у вересні 2009 року, представниками громади стали:
- Партія за зміни й процвітання — 6 місць у законодавчій раді;
- Безпартійні — 3 місця.

Партії та громадські структури, не представлені в парламенті:
- Новий народний визвольний рух;
- Демократична партія Монтсеррата

## Судова влада
Верховний суд — Східнокарибський Верховний Суд (Eastern Caribbean Supreme Court), вищий судовий орган для Організації Східнокарибських держав (ОЕСР), включаючи шість незалежних держав: Антигуа і Барбуда, Співдружність Домініка, Гренада, Сент-Кітс і Невіс, Сент-Люсія, Сент-Вінсент і Гренадини та три британських Заморські території (Ангілья, Британські Віргінські Острови та Монтсеррат). Він має необмежену юрисдикцію в кожній державі-члені. Був заснований у 1967 році.